# Tetragnatha nepaeformis
Tetragnatha nepaeformis är en spindelart som beskrevs av Carl Ludwig Doleschall 1859. Tetragnatha nepaeformis ingår i släktet sträckkäkspindlar, och familjen käkspindlar. Inga underarter finns listade i Catalogue of Life.